# Solblomma (artist)

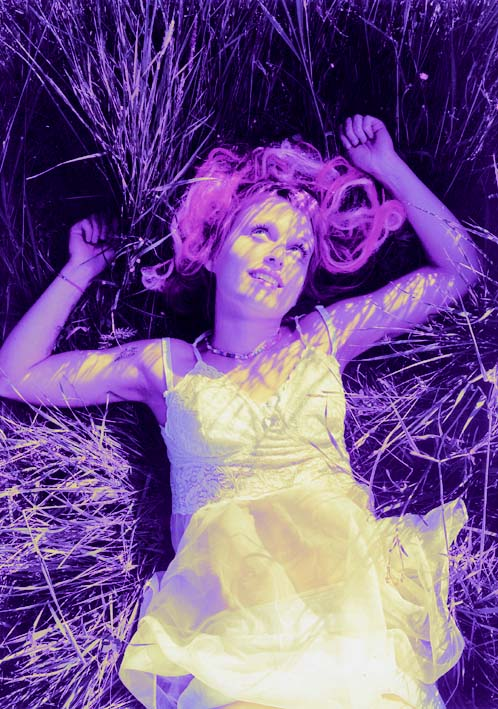
Solblomma Hedin som artisten Kin 2006.

Solblomma är artistnamn för den svenska sångerskan och låtskrivaren Sara Solblomma Viola Hedin, född 14 juli 1971 i Gävle. Hon har sedan 2012 varit aktiv som artist under namnet Solblomma, efter att tidigare verkat som Sara (1997–2000) och Kin (2005–09). Hennes musik har vid olika tillfällen klassificerats som triphop, technopop och rymdinfluerad elektropop.

## Biografi

### Bakgrund och Sara
Solblomma Hedin föddes 1971 och växte upp i Gävle. Hon albumdebuterade 1997 på Göteborgsbolaget Slask Records, under namnet Sara (skrivet som SARA), med ett auditivt skådespel i experimentell triphop-anda. Albumet finansierades med stöd från Statens kulturråd. Videon till singeln Forecast of Doomsday, regisserad av Steve Ericsson, spelades på bland annat ZTV.
År 1998 bildade hon bandet Sara & Strawberry Army tillsammans med musiker från Upplands Väsby och gjorde ny musik som skulle kunna beskrivas som teatral hårdrock. År 2000 kontrakterades hon av EMI Svenska AB och gav ut ett antal technopop-singlar, varav singellåten "Angel" blev den mest spelade. Låten "History" var med i soundtracket till SF-filmen Eva & Adam – fyra födelsedagar och ett fiasko.

### Kin
På det egna skivbolaget Blomkraft Records gav Hedin åren 2005–12 ut flera album under artistnamnet Kin (skrivet som kiN). Det inkluderar bland annat Sandman som spelades i den portugisiska TV-serien Morangos com açúcar samt även sänts i Angola, Syrien, Brasilien och Rumänien. Den förekom också på MTV Alternative Nation.
Under artistnamnet Kin tolkade hon även svenska visor. 2006 kom albumet Svenska visor och elektronik med bland annat en elektronisk version av Värmlandsvisan, Bo Bergmans Flickan vid nymånen samt Nu har jag fått den jag vill ha av Olle Adolphson.

### Solblomma
Tidigt 2012 bytte Hedin artistnamn till Solblomma – egenskrivet som SoLBLoMMa. Det namnet användes dessförinnan (bland annat som andra förnamn och kompletterande artistnamn. Det tidigare artistnamnet Kin syftade på det mayanska ordet för sol. 2013 hördes hon i radio med bland annat sin låt "Sheep".
Hon medverkade mars 2014 i TV3:s Talang Sverige och framträdde där tillsammans med sex dansande får och en skyltdocka. Vid en annan spelning september 2014 hade hon två dansande "får" (utklädda människor) på scenen.
Våren 2015 hördes Solblomma i SVT-serien Jordskott. Där framförde hon som sångerska låten "Lies Passes Your Mind", skriven av Olle Ljungman, Erik Lewander och Iggy Strange-Dahl.
År 2016 satte Solblomma ihop ett nytt band, under namnet The Sheep Army. Hon framträdde under året bland annat på Live at Heart och Musikhjälpen, samt under 2017 på independentfestivalen Gefle Gas. Vid konserterna var alla musiker utklädda till får, och framträdandena sades presentera en sorts fantasivärld. 2016 kom även albumet Lonely People Tivoli.
År 2017 kom Nymånens skära, en EP med sex låtar. Året efter släppte Solblomma singeln "Charles de Gaulle" (i tre versioner), en låt som brittiska Phoenix Magazine kallade surrealistisk och drömsk. Dessutom kom EP:n Come and have a coffee with me at the Charles de Gaulle.

## Stil och övrigt
Hedins/Solblommas musik har kallats för rymdinfluerad, quirky, 80-talsinfluerad elektropop, i gränslandet mellan electronica och pop, eller en blandning mellan electronica och pop genom ett dream-pop-filter. Hennes stil har även jämförts med både Cyndi Lauper och Kate Bush. Genom hennes karriär har musiken präglats av hennes säregna sångröst.
Numera bor och verkar Solblomma Hedin i Stockholmsområdet. Vi sidan av musiken arbetar hon även med teater och barnböcker, och som pusselkonstruktör.

## Diskografi

### Singlar, EP och album

#### Som Sara
- 1996 – Liberation
- 1997 – SARA
- 1999 – Mushroom Airport
- 2000 – Angel

#### Som Kin
- 2005 – The Zombic Hunch [24]
- 2005 – Sandman
- 2005 – Girl at the Station
- 2006 – Angel
- 2006 – Svenska visor & Elektronik
- 2007 – Santa Claus, Am I Good Enough?
- 2009 – Those Bombs Were Made for Us [18]

#### Som Solblomma
Som Solblomma har hennes verk (från 2013) endast givits ut på Itunes Store.